# История твоей жизни
«История твоей жизни» (англ. Story of Your Life) — научно-фантастическая повесть (рассказ) американского писателя Теда Чана, опубликованная в 1998 году в сборнике «Starlight 2» и завоевавшая ряд наград. Повесть рассказывает о женщине-лингвисте, изучающей язык пришельцев и благодаря проникновению в их картину мира меняющей и своё собственное восприятие действительности.
Русский перевод Людмилы Щёкотовой публиковался в журнале «Если» в 2000 году.
В 2016 году по повести вышел фильм, получивший название «Прибытие».

## Сюжет
Повествование ведётся от лица доктора наук, лингвиста Луизы Бэнкс. В её воспоминаниях перемежаются два сюжета: с одной стороны, Луиза рассказывает о визите инопланетян на Землю и попытках установить с ними контакт, с другой героиня вспоминает эпизоды своих отношений с дочерью, погибшей в возрасте 25 лет (рассказ о дочери написан в форме обращения к ней и в будущем времени).
Космические корабли инопланетян оказались на орбите Земли неожиданно. Инопланетяне не выдвигали никаких требований, однако установили в нескольких местах на Земле «зеркала», сквозь которые устраивались сеансы связи. На каждом сеансе присутствовали по два инопланетянина (которых назвали «гептаподами», поскольку у них было по семь конечностей) и два землянина. Земляне поставили своей задачей освоить язык инопланетян и узнать об их научных и технических достижениях, в связи с этим к одному из «зеркал» в качестве специалиста по лингвистике была приглашена Луиза, в качестве её напарника выступал физик Гэри. Со временем, пользуясь методами полевой лингвистики, Луиза (в сотрудничестве с коллегами из других подобных центров связи) смогла разобраться в устном языке пришельцев и выступать в роли переводчика.
Однако в большей степени её заинтересовал письменный вариант их языка, который представлял собой совершенно автономную систему, не отражающую устный вариант и близкий к идеографическому письму (Луиза назвала его «семографическим»). Этот вид письма не имел аналогов в земных языках, при помощи него смысл передавался сочетаниями изображений для отдельных понятий, которые сплетались в огромный узор; оттенки смысла выражались поворотом фигур, наклоном или толщиной отдельных линий. Если устная речь гептаподов была линейна, то письмо не отражало порядок следования слов в предложении, а включало в себя все понятия, которые содержались в высказывании. По предположению Луизы, особенности письма гептаподов были связаны и с устройством их тел (они обладали радиальной симметрией), а также отражали их картину мира. Узнав в результате обсуждения математических и физических законов, что основополагающим для гептаподов является принцип Ферма, Луиза понимает, что мышление пришельцев устроено принципиально иначе. Для них не существует свободы выбора и причинно-следственной связи, поскольку они воспринимают историю не как последовательность, а в целостности, как совокупность всех уже бывших и ещё только предстоящих фактов. Иначе говоря, гептаподы знают, что должно произойти, и следуют этому знанию.
Всё больше погружаясь в изучение письменности гептаподов и проникая в их мышление, Луиза сама начинает мыслить сходным образом, и ей открывается её будущее (на пятьдесят лет вплоть до её смерти), однако она не рассказывает об этом людям. Внезапно гептаподы покидают Землю, так и не раскрыв цели своего визита. В конце рассказа Луизы становится понятно, что её воспоминания о дочери не были воспоминаниями: в данный момент повествования она и её муж Гэри (физик, с которым она познакомилась во время визита гептаподов) решают завести ребёнка, и трудные отношения с дочерью, развод с мужем, смерть дочери — события, которые ещё только предстоит пережить Луизе.

## Проблематика
Этот рассказ — яркий пример фантастики, для которой сюжетообразующим элементом (в соответствии с гипотезой Сепира — Уорфа) является вымышленный язык.
Лингвист Александр Пиперски, обсуждая экранизацию рассказа, подчеркнул, что хотя письменность гептаподов устроена очень необычно и не имеет аналогов ни у одного естественного языка, многие свойства этого языка «не так уж удивительны: например, радикальное различие между устным и письменным языком похоже на ситуацию в средневековой Европе, когда все уже давно говорили на германских и романских языках, а писали по-латыни».

## Награды
- 1999 год — Мемориальная премия Теодора Старджона, в номинации «Лучший НФ-рассказ» (1998 год)
- 2000 год — Премия «Небьюла», в номинации «Повесть» (Novella) (1998 год)
- 2002 год — Премия Сэйун (星雲賞  Seiunshō, 第33回 2002), в номинации «Переводной рассказ»
- 2003 год — Премия «Локус», в номинации «Авторский сборник» (Collection) (2002 год)
- 2003 год — Премия SFinks (Nagroda SFinks), в номинации «Зарубежный рассказ года»

## Экранизация
В 2014 году стало известно, что повесть будет экранизирована режиссёром Дени Вильнёвом. На главную роль была приглашена Эми Адамс. Первый трейлер фильма вышел в августе 2016 года, премьера состоялась 11 ноября 2016 года.